# Alignements du Vieux-Moulin
Les alignements du Vieux-Moulin sont deux groupes de menhirs situés à Plouharnel dans le département français du Morbihan.

## Historique
Les menhirs sont représentés sur le relevé topographique dressé par Murray Vicars en 1832. En 1863, L. Rosenzweig mentionne trois pierres dressées correspondant à deux menhirs du groupe nord et un du groupe sud. En 1882-1883, Félix Gaillard acquiert le site pour le compte de l'État et en 1884 il restaure le groupe sud. L'alignement est classé au titre des monuments historiques par la liste de 1889. Dans son inventaire de 1892, Gaillard ne mentionne qu'un « groupe de trois menhirs dont un renversé ».
Les menhirs doivent leur nom à l'existence d'un ancien moulin au sommet du site, visible sur les photographies de Le Rouzic du début du début du XXe siècle mais désormais détruit.

## Description
Le site correspond au versant d'une petite colline. Il comporte deux groupes de menhirs plus ou moins alignés distant d'un peu moins de 100 m. Le groupe nord comporte quatre pierres, dont une couchée, orientées nord-sud. Selon Serge Cassen, le bloc couché au sol serait un fragment de la pierre dressée la plus méridionale qui se serait fracturée lors d'une chute et aurait été redressée par Le Rouzic. Le groupe sud est composé de six menhirs, plus petits que ceux du groupe nord, disposés selon un axe sensiblement orienté nord-nord-est/sud-sud-ouest sur environ 12 m de longueur. 
Toutes les pierres sont en granite et ont été extraites sur place : localement le granite est très diaclasé, ce qui a facilité son extraction, et le site comporte plusieurs dépressions désormais comblées correspondant à d'anciennes carrières.
Selon Le Rouzic, au début du XXe siècle, les vestiges d'un tumulus étaient visibles entre les deux groupes de menhirs.
En 1972, R. Minot constate que l'un des blocs de la file nord comporte une gravure en forme de quadrilatère qu'il interprète comme la représentation « de la déesse de type Mané Bras, avec tête incorporée » mais Minot ne remarque pas sur cette mème pierre une deuxième gravure, nettement moins visible en lumière naturelle, en forme de « croissant de lune aplati ». Un ensemble de gravures, associant ces deux signes (quadrilatère et croissant), absolument identique est visible sur le menhir de Kermaillard.